# Beni Suef
Pour l’article homonyme, voir Gouvernorat de Beni Souef.
Pour les articles homonymes, voir Souef.
Beni Suef ou Bénésouef (en arabe : بني سويف) est une ville égyptienne située sur la rive droite du Nil à plus de 100 km au sud de la ville du Caire. Il s'agit de la capitale du gouvernorat de Beni Souef, en Haute-Égypte.

## Démographie
Le recensement de 1996 indique 171 734 habitants et celui de 2006, 193 535 habitants. Par sa population, c'est la première ville agricole et urbaine du sud de l’Égypte.

## Patrimoine
- La pyramide de Meïdoum [2], sur le site archéologique de Meïdoum, est proche de cette ville.

- Le Musée de Beni Suef : pièces des époques préhistorique, antique (Égypte antique), gréco-romaine, copte, et islamique [3].

## Éducation
L'Université de Beni Suef, université publique, a été ouverte le 21 avril 2010 accueillant plus de 41 000 étudiants, et près de 50 000 étudiants en 2025 . Elle se présente aussi en français.

## Économie
Misr Beni Suef Cement Company, société détenue par le plus grand producteur de ciment grec, Titan, a une cimenterie dans cette ville.

## Personnalités
- Samia Gamal (1924-1994), actrice et danseuse égyptienne née à Beni Suef.
- Berlenti Abdel Hamid (1935-2010), actrice
- Ali Khalil, né en 1952 à Beni Suef, footballeur